# Culture de l'information
La culture de l'information, parfois également appelée « culture informationnelle », est une expression qui date du milieu des années 1990. Elle désigne la possession de connaissances et de compétences techniques, informationnelles intellectuelles dans un contexte de surcharge informationnelle caractérisée, entre autres médias, par la multiplication et la complexification des environnements numériques. Michel Menou note que « cette notion semble fournir une explication commode aux succès autant qu’aux échecs des processus, systèmes et produits d’information. Quand toutes les causes bassement techniques et matérielles se sont avérées incapables de fournir quelque lumière, la culture de l’information arrive en renfort ; puis elle disparaît de nouveau, aussi subitement qu’elle était apparue ».

## Concept
Le concept est utilisé actuellement par des chercheurs en sciences de l'information et de la communication, mais aussi par des professionnels de la documentation et des bibliothèques. 
Le concept est différent de celui de maîtrise de l'information, traduction approximative de l'anglais information literacy, en constituant un prolongement ou une évolution dans les objectifs visés qui constituent autant d'étapes dans l'acquisition de compétences. Ainsi Brigitte Juanals avait décrit cette progression en distinguant « la maîtrise de l'accès à l'information », fondée sur des compétences techniques et documentaires, de « la culture de l'accès à l'information », caractérisée par « une utilisation autonome critique et créative de l'information ». Ces deux premières étapes constituant des prérequis dans une progression qui conduit à la « culture de l’information » qui suppose culture générale, connaissance des médias, assimilation des dimensions éthiques et intégration sociale au-delà des uniques compétences documentaires et informatiques.
Olivier Le Deuff analyse la culture de l'information en sept points . Selon cet auteur, le concept se rapproche de celui de translittératie, défini par Sue Thomas comme « l’habileté à lire, écrire et interagir par le biais d’une variété de plateformes, d’outils et de moyens de communication, de l’iconographie à l’oralité en passant par l’écriture manuscrite, l’édition, la télé, la radio et le cinéma, jusqu’aux réseaux sociaux ».

## Origines et histoire du concept
Sylvie Fayet-Scribe considère qu'une « certaine » culture de l’information émerge à la fin du XXe siècle. L’Association des professionnels de l'information et de la documentation a consacré au sujet une journée d’études en mars 1995, à la suite d'échanges sur la liste ADBS-info en 1994, puis en 1996 avec à chaque fois Jean Michel, ingénieur des ponts et chaussées et spécialiste de l’information comme initiateur, puis en 1997.
Les assises de 2003 à l'Urfist de Paris  ont constitué un point de départ important pour créer une dynamique de recherche et d'expérimentations.
Dans cette dynamique a été concrétisé le projet de recherche Erté  débuté en 2006. Le projet s'est achevé en 2008 avec un colloque sur le thème de « L’Éducation à la culture informationnelle ». Les actes ont été publiés aux presses de l'Enssib.
Une thèse consacrée aux aspects définitoires de la culture de l'information est publiée en 2009 par Olivier Le Deuff qui reliera ensuite la thématique aux enjeux actuels autour des cultures numériques.

## Complexification de la culture de l'information
Pour sa part, la sociologue des médias Divina Frau-Meigs souligne la complexification de cette dernière.
Elle évoque les caractéristiques de cette nouvelle ère informationnelle du XXIe siècle qu'elle nomme "ère cybériste". Les mutations numériques au cours des années 2000 et notamment l'avènement du web 2.0 ont radicalement modifié les pratiques informationnelles des jeunes, leur rapport au savoir, aux médias, à l'institution scolaire. 
Ces mutations obligent les professionnels de l’éducation à repenser leurs objectifs pédagogiques afin de rendre les jeunes usagers pleinement acteurs et conscients des enjeux qui sous-tendent le monde numérique. L’enjeu majeur sera de proposer aux élèves une formation qui leur permettra de comprendre les intentionnalités des professionnels de la sphère numérique, d’avoir les clefs de lecture critique des informations médiatisées sous des formes diverses.
En faisant référence au concept de translittératie, elle souligne enfin l'importance de développer chez les nouveaux cyber-apprenants des "compétences qui allient la maîtrise du code à la création de contenus multimédia et à l’évaluation de l’information abondamment disponible", d'acquérir cette triple maîtrise de l'information, des médias et du numérique.

## Études sur le sujet
L'équipe du Groupe de recherches sur la culture et la didactique de l'information (GRCDI), autour d'Alexandre Serres, travaille sur le sujet depuis 2007.